# Mifflin, Wisconsin
Mifflin là một thị trấn thuộc quận Iowa, tiểu bang Wisconsin, Hoa Kỳ. Năm 2010, dân số của thị trấn này là 573 người.